# Корнеев, Сергей Михайлович
Серге́й Миха́йлович Корне́ев (1923—2002) — советский и российский юрист, доктор юридических наук (1972), арбитр Международного коммерческого арбитражного суда при Торгово-промышленной палате РФ (с 1993); заслуженный юрист РСФСР (1983), заслуженный профессор МГУ (1996). Один из авторов Гражданского кодекса РФ.

## Биография
Сергей Корнеев родился 7 февраля 1923 года в селе Слобода Суражского района (Витебская область). До Великой Отечественной войны успел поступить в Витебский педагогический институт, откуда ушёл с 1-го курса в группу комсомольцев, готовившихся для заброски в тыл врага. До июля 1943 года он был связным в разведке партизанской бригады «Алексея», воевавшей на территории Витебской области, а затем служил пулеметчиком в 403-м стрелковом полку 145-й стрелковой дивизии, воевавшей на Калининском фронте. Боевой путь Калинина отмечен орденами Отечественной войны 1 и 2 степени и многими медалями. В ноябре 1943 года Корнеев был тяжело ранен (ранение привело к почти полной ампутации ноги), был демобилизован по инвалидности.
После демобилизации с фронта и длительного лечения поступает на юридический факультет МГУ (1945), который окончил с отличием (1950). Поступил в аспирантуру МГУ и в 1953 году успешно защитил кандидатскую диссертацию, выполненную под руководством профессора В. И. Серебровского — на тему «Договор о снабжении электроэнергией между социалистическими организациями»; стал кандидатом юридических наук.
В сентябре 1953 года Корнеев начал преподавать на кафедре гражданского права МГУ — проработал в ВУЗе следующие полвека, став руководителем более двух десятков кандидатских диссертаций и научным консультантом в двух докторских. Читал студентам лекции по гражданскому праву и несколько специальных курсов: по жилищному праву и по праву частной собственности. В 1971 году он успешно защитил докторскую диссертацию по проблемам права государственной собственности, использовавшиеся при изменении советского законодательства; в следующем году стал доктором юридических наук. В 1972 году (по другим данным — в 1973) получил звание профессора.
Начал работать арбитром Арбитражного суда при Торгово-промышленной палате СССР в 1974 году; вошёл в научно-консультативный совет при Верховном суде (1971). В советское время, в 1983 году, Корнеев стал Заслуженным юристом РСФСР; в 1992 году Корнеев принял участие в разработке Гражданского кодекса Российской Федерации; уже в России, в 1996 году, был удостоен почётного звания «Заслуженный профессор МГУ». Скончался «после продолжительной болезни» 20 октября 2002 года.

## Работы
Сергей Корнеев является автором и соавтором более сотни научных работ (статей, глав и книг) — посвященных, преимущественно, вопросам хозяйственного и предпринимательского права. В частности, писал о проблемах приватизации на пост-советском пространстве.
- Право государственной социалистической собственности в СССР. — Москва : Изд-во Моск. ун-та, 1964. — 268 с.
- Договор о снабжении электроэнергией между социалистическими организациями. — Москва : Госюриздат, 1956. — 107 с.
- Имущественная самостоятельность предприятий в условиях экономической реформы. — Москва : Юрид. лит., 1969. — 104 с.
- Правовой режим имущественных фондов предприятий / С. М. Корнеев, д-р юрид. наук. — Москва : Знание, 1975. — 32 с.; 20 см. — (В помощь лектору. Библиотечка «Правовые вопросы организации управления промышленным предприятием»)[3]
- Приватизация жилищного фонда : Законодательство и практика / С. М. Корнеев, П. В. Крашенинников. — М. : Изд. группа «ИНФРА-М» : Норма, 1996. — 246 с. ISBN 5-89123-027-5.[4][5]

## Награды
- Орден Отечественной войны 1-й степени (1985)
- Орден Отечественной войны 2-й степени (1976)
- Медаль «За победу над Германией в Великой Отечественной войне» (1945)

## Семья
Сергей Корнеев был женат на Кларе Игнатьевне, пережившей блокаду Ленинграда.